# Ctenoplusia euchroides
Ctenoplusia euchroides là một loài bướm đêm trong họ Noctuidae.